# Independence (Kentucky)
La ville d’Indepedence est le siège du comté de Kenton, dans l'État du Kentucky, aux États-Unis. Elle comptait 24 757 habitants lors du recensement de 2010.